# Glenn Tucker
Glenn Irving Tucker (* 30. November 1892 in Tampico, Indiana; † 26. Oktober 1976 in Asheville, North Carolina) war ein US-amerikanischer Autor, Journalist und Historiker. Er graduierte an der School of Journalism der Columbia University. Sein Buch Tecumseh: Vision of Glory  wurde unter dem Titel Tecumseh. Roten Mannes Ruhm und Erbe auch ins Deutsche übersetzt.

## Werke
- Poltroons and Patriots: A Popular Account of the War of 1812 (1954) Digitalisat, Bd. II
- Tecumseh: Vision of Glory (1956) Teilansicht einer Ausgabe bei Google Books

Tecumseh. Roten Mannes Ruhm und Erbe. Aus dem Amerikanischen übertragen und mit Nachwort versehen von Fritz Steuben (Sammlung Dieterich, Bd. 325).
- High Tide at Gettysburg (1958)
- Hancock the Superb (1960) Digitalisat
- Chickamauga: Bloody Battle in the West (1961) Teilansicht einer Ausgabe bei Google Books
- Front Rank (1962)
- Dawn Like Thunder: The Barbary Wars and the Birth of the U. S. Navy (1963)
- Zeb Vance: Champion of Personal Freedom (1966)
- Lee and Longstreet at Gettysburg (1968)
- The War of 1812: A Compact History (1969).